# Honky Tonk Time Machine
Honky Tonk Time Machine è il ventinovesimo album in studio del cantante di musica country statunitense George Strait, pubblicato nel 2019.

## Tracce
1. Every Little Honky Tonk Bar – 3:14
2. Two More Wishes – 2:59
3. Some Nights – 3:22
4. God and Country Music (featuring Harvey Strait) – 4:04
5. Blue Water – 3:41
6. Sometimes Love – 3:54
7. Código – 3:13
8. Old Violin – 3:57
9. Take Me Away – 2:57
10. The Weight of the Badge – 3:46
11. Honky Tonk Time Machine – 2:44
12. What Goes Up – 3:57
13. Sing One with Willie (featuring Willie Nelson) – 4:21